# 타다시이소타이세이리론
《올바른 상대성이론》(正しい相対性理論)는 2011년 4월 27일 발매된 소타이세이리론의 앨범이다.앨범은 commmons와 미라이레코드에서 공동 발매된다.

## 개요
오리지널 3곡(1,7,13번)트랙을 제외한 나머지 곡은 다른 아티스트들에 의해 이전 앨범의 수록곡을 리믹스한 곡이다. 컨셉에 있어 티카 티카·α(야쿠시마루 에츠코)에 따르면, 처음부터"재구축과 새로운 녹음소재와 신곡, 각각의 모든 면을 섞는다"는 전제로 만들어진 앨범이다.
앨범에는 [빨강과 초록의 체크시트]가 들어있으며, 예약특전으로는 구입점포에 따라서 금박은[옳은 색연필](녹색,은색,흑색,백색)이 들어있다. "입식 III","해석 III"의 라이브회장에서 판매에서 [올바른 상대성이론]스폐셜 한정LP판이 판매되었고,남은 재고는 commons에서 판매되었다.
당초, 2011년 3월 23일을 발매예정일로 잡았으나, '일본 동북부 대지진'으로 인해 2011년 4월 27일로 연기되었다.

## 수록곡
1. Q/P
STSR
작사,작곡:티카·α
2. QJPCAM
STSR/매튜 허버트(Matthew Herbert)

작사:티카·α,마나베 슈이치. 작곡:티카·α,나가이 세이이치,마나베 슈이치,니시우라 켄스케
3. QGKGAO
STSR/오토모 요시 히데(大友良英)

작사:티카·α. 작곡:티카·α,나가이 세이이치,마나베 슈이치,니시우라 켄스케
4. QSMJAF
STSR/Fennesz(Christian Fennesz)
작사:티카·α,마나베 슈이치. 작곡:티카·α,나가이 세이이치,마나베 슈이치,니시우라 켄스케
5. QHPMAS
STSR/SPANK HAPPY(키쿠치 나루요시)
작사:티카·α,나가이 세이이치,마나베 슈이치. 작곡:티카·α,나가이 세이이치,마나베 슈이치,니시우라 켄스케
6. QMSMAS
STSR/사카모토 류이치
작사:티카·α,마나베 슈이치. 작곡:티카·α,나가이 세이이치,마나베 슈이치, 니시우라 켄스케
7. Q&Q
STSR
작사:마나베 슈이치. 작곡:마나베 슈이치
8. QSSGAB
STSR/Buffalo Daughter
작사:티카·α,나가이 세이이치,마나베 슈이치,니시우라 켄스케. 작곡:티카·α,나가이 세이이치, 마나베 슈이치,니시우라 켄스케
9. QVSCAA
STSR/아르뚜 린지
작사:티카·α,마나베 슈이치. 작곡:티카·α,나가이 세이이치,마나베 슈이치,니시우라 켄스케
10. QMCMAS
STSR/스즈키 케이치
작사:티카·α,나가이 세이이치,마나베 슈이치. 작곡:티카·α,나가이 세이이치,마나베 슈이치, 니시우라 켄스케
11. QLOTAS
STSR/SCHADARAPARR(스차라다래퍼)
작사 : 티카·α,마나베 슈이치. 작곡:티카·α,나가이 세이이치,마나베 슈이치,니시우라 켄스케
12. QKMAC
STSR/Cornelius(오야마다 케이고)
작사:티카·α,마나베 슈이치. 작곡:티카·α,나가이 세이이치,마나베 슈이치,니시우라 켄스케
13. (1+1)
STSR
작사:티카·α. 작곡:나가이 세이이치